# Novation Bass station
Pour les articles homonymes, voir Novation (homonymie).
La Novation Bass station est un synthétiseur analogique monophonique (2 oscillateurs) créé et commercialisé par la société anglaise Novation en 1994.
Premier instrument commercialisé à grande échelle par la firme Novation, La Bass-Station est un véritable synthétiseur analogique et non une émulation logicielle. Constituée d'un clavier de 2 octaves, d'une interface à potentiomètres très intuitive, dans un format 19 pouces très pratique et avec une excellente implémentation MIDI, la Bass station a marqué les années 1990 par ses sonorités typées Acid et comme étant le symbole d'un retour à la synthèse analogique efficace et abordable.
Fort de ce succès, Novation sortira une version rack de la Bass Station, puis une version améliorée, la Super Bass Station, pour finalement se tourner vers les synthétiseurs numériques à modélisation au début des années 2000.
Novation commercialise actuellement une version logicielle de la Bass Station mais aussi la V-Station, version logiciel du k-station.

## Fiche technique
- Oscillateurs : 2 (carré ou dents de scie) modulable par le LFO ou la deuxième enveloppe
- LFO : 1 (random, dents de scie, triangle)
- Portamento
- Filtre : 12 ou 24 dB/octave, modulable par le LFO ou la deuxième enveloppe
- Enveloppes : 2 ADSR, une pour le VCA, l'autre pour le filtre, modes auto-glide, multi et single
- Clavier de 25 touches sensible à la vélocité, transposable sur 8 octaves
- Mémoires : 7 + 1 manuelle
- Contrôles : 2 molettes, pitch bend et modulation, 17 potentiomètres et 10 interrupteurs
- MIDI, contrôles par SysEx
- Fonctionne avec 6 piles LR6 ou un adaptateur secteur

## Source
- Fiche du site Oldschool-sound.com

## Liens
- Site d'informations du constructeur